# ダニエル・オドゥベール国際空港
ダニエル・オドゥベール国際空港（ダニエル・オドゥベールこくさいくうこう、西: Aeropuerto Internacional Daniel Oduber Quirós、英: Daniel Oduber Quirós International Airport）は、コスタリカ共和国グアナカステ州の中心都市リベリアにある国際空港。単純に「リベリア国際空港」とも呼ばれている。公式名称はコスタリカ大統領ダニエル・オドゥベールにちなむ。コスタリカ太平洋岸のリゾート観光の拠点となっており、アメリカ人、カナダ人の利用が多い。

## 就航航空会社と就航都市
| 航空会社             | 就航地 |
| -------------------- | --- |
| サンサ航空           | フアン・サンタマリーア国際空港（サンホセ）                                                                            |
| エア・カナダ         | トロント・ピアソン国際空港（トロント）                                                                                |
| ウエストジェット航空 | トロント・ピアソン国際空港（トロント）                                                                                |
| アラスカ航空         | ロサンゼルス国際空港（ロサンゼルス）                                                                                  |
| アメリカン航空       | シャーロット・ダグラス国際空港（シャーロット）、ダラス・フォートワース国際空港（ダラス)、マイアミ国際空港（マイアミ） |
| デルタ航空           | ハーツフィールド・ジャクソン・アトランタ国際空港（アトランタ）                                                        |
| ジェットブルー航空   | ジョン・F・ケネディ国際空港（ニューヨーク）                                                                           |
| サウスウエスト航空   | ボルチモア・ワシントン国際空港（ボルチモア）、ウィリアム・P・ホビー空港（ヒューストン）                               |
| ユナイテッド航空     | ジョージ・ブッシュ・インターコンチネンタル空港（ヒューストン）                                                        |
| コパ航空             | トクメン国際空港（パナマ市）                                                                                          |
| TUIエアウェイズ      | ロンドン・ガトウィック空港（ロンドン）                                                                                |